# XIII Batalion Saperów
XIII batalion saperów (XIII bsap) – pododdział saperów  Wojska Polskiego w II Rzeczypospolitej.

## Historia batalionu
Dnia 4 czerwca 1917 rząd francuski ustanawia dekretem Autonomiczną Armię Polską, która ma walczyć odtąd przy boku Sprzymierzonych przeciw nawale pruskiej wolności narodów i własnej, pod własnymi sztandarami, które otrzymuje 22 czerwca 1918 z rąk Prezydenta Rzeczypospolitej Francuskiej Poincarego od miast: Paryża, Verdunu, Belfortu i Nancy.
Historia XIII batalionu saperów sięga swoim rodowodem pierwszych dni października 1917 jako 1 batalion saperów, kiedy to zaczyna organizować się pierwsza jednostka techniczna w obozie koncentracyjnym armii polskiej w Sille Ie CuiHaufne, małym miasteczku, w departamencie Sarthe. Jednostkę tę organizuje podporucznik inżynierii francuskiej Marceli Edmund Zaborski. Stan tej jednostki dnia 12 października 1917 wynosi: 1 oficer, 1 podoficer – sierżant sztabowy Franciszek Kowalewski i 19 saperów (10 saperów z Legii Cudzoziemskiej), (6 saperów przybyłych z Holandii), byli to przeważnie Polacy wzięci do niewoli przez Niemców z szeregów armii rosyjskiej, względnie internowani przez Niemców na terytorium Kongresówki i 3 saperów z Anglii. Dnia 12 października 1917 oddział ten zostaje wysłany do Angres w departamencie Maine et Loire do szkoły podoficerów technicznych przy 6 francuskim pułku inżynieryjnym, gdzie zostaje wcielony, jako oddzielny pluton.
XIII batalion saperów powstał 1 września 1919 z połączenia Dowództwa 1 pułku inżynieryjnego, 1 i 2 kompanii inżynieryjnej 1 pułku inżynieryjnego, 1 i 2 kompanii 4 pułku inżynieryjnego, Parku 3 kompanii 4 pułku inżynieryjnego, Parku 3 kompanii 1 pułku inżynieryjnego i Ekwipażu napraw mostów Dywizji Instrukcyjnej.
W związku z przejściem armii generała Hallera na etat wojsk krajowych w dniu 15 września 1919 1 Dywizja Strzelców armii generała Hallera, zostaje przemianowana na 13 Dywizję Piechoty, a 1 batalion inżynieryjny na XIII batalion saperów. Dowódcą 1 kompanii podporucznik Grzegorz Sikorski następnie porucznik Stefan Nelken, 2 kompanii – kapitan Bohdan Jabłoński następnie porucznik Jerzy Ławcewicz, 3 kompania zostaje sformowana w maju 1920 w kompanii zapasowej saperów Nr 2 w Krasnymstawie. Dnia 3 czerwca 1920 kompania pod dowództwem podporucznika Antoniego Malinowskiego przybywa do batalionu, a 5 lipca 1921 kompania wraz z batalionem przybywa do pułku do Dęblina i tam zostaje rozformowana, jako nieetatowa, dowódca kompanii parkowej – porucznik Jerzy Ławcewicz.
Kolumna saperska Nr XIII – powstaje 20 czerwca 1920 po przemianowaniu kompanii parkowej na „kolumnę narzędzi saperskich Nr XIII”, przez cały czas wojny zaopatruje ona batalion, a dnia 31 maja 1921 odchodzi do batalionu zapasowego saperów Nr II do Dęblina, gdzie zostaje rozformowana, jako nieetatowa.
Kolumna pontonowa XIII formuje się we Francji, jako ekwipaż naprawy mostów Dywizji Instrukcyjnej, a następnie w kraju zostaje przemianowana na „kolumnę mostową 81”, potem na „kolumnę pontonową XIII” i przydzielona do XIII batalionu saperów. Przez całą wojnę kolumną dowodzi porucznik Eugeniusz Szubert, w 1921 kolumna odchodzi do Dęblina, gdzie zostaje rozformowana, jako nieetatowa.
W styczniu 1925 został rozformowany XXVII Batalion Saperów, a jego 1 kompania saperów została wcielona do XIII batalionu saperów jako 3 kompania saperów.

## Żołnierze batalionu
Dowódcy batalionu
- kpt. / mjr sap. Czesław Pawłowicz[4]
- mjr sap. Jan Połubiński (1923–1924[5])
- mjr sap. Eustachy Gorczyński (17 VI 1925[6] - 25 X 1926 → zastępca dowódcy 2 psap)
- mjr sap. Leon Rutkowski-Koczur (17 VI 1926[7] - 6 VII 1929 → szef saperów 2 DPLeg.)

Obsada personalna batalionu w maju–sierpniu i październiku 1920
- dowódca batalionu – kpt. / mjr sap. Czesław Pawłowicz[a]
- adiutant batalionu – ppor. Eugeniusz Krzemiński[b]
- lekarz – por. lek. dr Walerian Jaworski[c] i kpt. lek. Władysław Dmoch
- oficer kasowy – por. Rafał Szaszkiewicz
- dowódca 1 kompanii – por. Grzegorz Sikorski †27 VI 1920 Zwiahel[10][11]
- dowódca 1 kompanii – por. Stefan Nelken[d]
- dowódca plutonu – ppor. Kazimierz Zeńczak †27 VI 1920 Susły[13][10][14]
- dowódca plutonu – chor. Jan Krzos[15]
- dowódca plutonu – sierż. Nowina[16]
- szef kompanii – chor. Edward Jordan[17]
- dowódca 2 kompanii – por. Jerzy Ławcewicz
- dowódca plutonu – chor. Piotr Rosowski ps. „Paweł Reński”
- dowódca plutonu – ppor. Juliusz Levittoux
- dowódca 3 kompanii – ppor. Jan Połubiński
- dowódca plutonu – ppor. Stanisław Ofiarski[e]
- dowódca plutonu – ppor. Konstanty Tomiński
- oficer batalionu – por. inż. Włodzimierz Schätzel (Schaetzel) de Merzhausen[f]
- oficer batalionu – ppor. Władysław Pisarski[g]

Obsada personalna batalionu 11 maja 1928
- dowódca batalionu – w/z kpt. Henryk Nossowicz[h]
- adiutant batalionu – por. Stefan Piotrowski (referent historii)
- dowódca 1 kompanii – kpt. Franciszek Laskowski
- młodszy oficer – por Ludwik Gabriel, por Czesław Pawulski, por. Gierard Roman, chor. Józef Rzepko
- dowódca 2 kompanii (szkolna) – w/z kpt Aleksander Wiśniewski[i]
- młodszy oficer – por Józef Maksymowicz, ppor. Edward Morek, chor. Kazimierz Maculewicz, chor. Bolesław Czarnecki
- dowódca 3 kompanii (skadrowana) - vacat

## Prace batalionu
- wykonanie 11.959 m. b. okopów, 21050 m. b. sieci drutu kolczastego;
- zbudowanie 44 mostów kolejowych i drogowych ogólnej długości 1971 m. b.;
- naprawienie 23 mostów kolejowych i drogowych;
- przeprowadzenie wywiadu 143 mostów;
- wysadzenie i spalenie 37 mostów kolejowych i drogowych, na co zużyto tysiące klg. amunicji, metrów lontu i sztuk kapsli;
- wybudowanie i naprawianie dziesiątków kilometrów dróg;
- przeprowadzenie wywiadów setek kilometrów dróg;
- wykonanie w dużej ilości innych robót technicznych[20].

## Chorągiew
Chorągiew batalionu została zainicjowana i ofiarowana przez miasto Belfort we Francji. Wręczenie chorągwi odbyło się na polach Szampanii dnia 22 czerwca 1918 przez prezydenta Rzeczypospolitej Francuskiej, wraz z chorągwiami 2 i 5 pułków strzelców polskich, 1 pułku artylerii polowej. 1 szwadronu lekkiej jazdy i awiacji. Po odbiór chorągwi przybywają z frontu dwa plutony 1 kompanii pod dowództwem podporucznika Franciszka Korolewskiego i delegacja z 2 kompanii. Chorągiew odbiera podporucznik Koralewski i oddaje ją następnie w ręce chorążego aspiranta Ławcewicza. Po odebraniu chorągwi saperzy składają wraz z innymi rodzajami broni następującą przysięgę:

Przysięgam przed Panem Dogiem Wszechmogącym w Trójcy Świętej Jedynym na wierność Ojczyźnie mojej Polsce jednej i Niepodległej;
przysięgam, iż gotów jestem życie oddać za świętą sprawę Jej jednoczenia i wyzwolenia, bronić sztandaru mego do ostatniej kropli
krwi, dochować karności i posłuszeństwa mojej zwierzchności wojskowej, a w całym postępowaniu moim strzec honoru żołnierza polskiego. Tak mi Panie Boże dopomóż”.
Po przysiędze następuje przemówienie prezesa komitetu narodowego we Francji. Romana Dmowskiego i prezydenta Rzeczypospolitej Francuskiej Poincarego. następuje dekoracja choragwi bajończyków „Krzyżem wojny”.